# 白逾桓
白 逾桓（はく ゆかん、中国語: 白逾桓; 拼音: Bái Yúhuán; ウェード式: Pai Yü-huan）は、清末・中華民国のジャーナリスト・革命家。中国同盟会以来の革命派人士で、護法運動でも孫文（孫中山）を支えた。しかし中国国民党や国民政府には反対の姿勢を取っている。字は楚香。

## 事績
1904年（光緒30年）、日本に留学し明治大学で学んだ。この時に宋教仁と共同で雑誌『二十世紀之支那』を刊行している。翌1905年、中国同盟会に加入した。同盟会では居正・田桐・呉敬恒（呉稚暉）と共に四傑と称されている。1907年（光緒33年）に宋と共に帰国し、東三省で同盟会遼東支部を設立した。更に蜂起も図ったものの計画が清朝に漏れてしまい、白は逮捕、護送中に辛うじて脱出している。その後は偽名を用い、1911年（宣統3年）4月に『国風日報』を北京で設立し、革命派の媒体として活動した。
辛亥革命が勃発すると、白逾桓は武漢に赴いて戦時総司令部の一員となり、湖北都督府参議も務めた。南北停戦の後に北京に戻り、再び『国風日報』を運営している。また同盟会の北京・天津・保定支部で参謀長となり、更に北方革命評議会評議、天津軍都督となるなど北方革命派の重鎮となった。中華民国成立後は衆議院議員に当選している。第二革命（二次革命）では反袁世凱のため蜂起し、田桐と共に呉淞砲台を守備したが、敗北して日本に亡命した。護国戦争が勃発すると、白は帰国して湖北省で反袁独立の活動を展開している。
1917年（民国6年）、護法運動が開始されると、白逾桓は広東省に赴いて非常国会に出席した。しかし1924年（民国13年）に中国国民党が改組され国共合作が開始されると白はこれに反対している。後に蔣介石が南京で国民政府を樹立した際にも、蔣がすでに反共路線をとっていたにもかかわらず、白はこれに反対している。後に天津で『振報』を刊行して社長となり、反共・反蔣・親日の論調を展開、反蔣の福建人民政府を支持する論評なども発表している。しかし1935年（民国24年）5月3日、日本租界の自宅において何者かに銃撃され死亡した。享年61。
その前日には、『振報』と同様に親日の論調で知られた『国権報』の社長胡恩溥が、やはり日本租界で何者かに暗殺されていた。日本側はこれら暗殺事件を中国側の仕業と見なすことで、梅津・何応欽協定締結への足がかりとしていくことになる。
　

## 注
1. 1 2 3  徐主編（2007）、293頁。
2. 1 2 3  劉主編（2005）、407頁。
3. ↑  内田（2004）、22-24頁。